# Мелас Яниотис
Мелас К. Яниотис (на гръцки: Μελάς Κ. Γιαννιώτης) е гръцки бизнесмен, основател и президент на застрахователната компания „Интерсалоника“.

## Биография
Роден е в югозападномакедонското градче Влашка Блаца (Власти), Гърция. Учи в Блаца, след това в духовното училище Агия Анастасия на Халкидика и завършва гимназия в Кайляри (Птолемаида) и частното Училище по счетоводство в Атина. След отбиването на военната си служба, завършва Училището по статистика и застраховане на Висшето училище в Пирея. По-късно е генерален представител за Гърция на италианската застрахователна компания „САИ“ и представител за Северна Гърция на френските застрахователни компании „ЮАП-Ви“ и „ЮАП-Асистанс“.
В 1978 година основава в Солун първото застрахователно дружество „Интерсалоника“, което за двадесет години става най-голямата застрахователна компания в Северна Гърция и една от най-големите в страната. Компанията постепенно създава клонове и други бизнеси, вътре и извън страната.